# Schulabschluss
Seinen Schulabschluss erhält ein Schüler nach dem erfolgreichen Abschluss eines Bildungsganges an einer allgemeinbildenden oder berufsbildenden Schule. Der Schulabschluss ist Bestandteil des so genannten Berechtigungswesens, wobei die abgebende Institution den weiteren schulischen oder beruflichen Werdegang ermöglicht.

## Schulabschlüsse in Deutschland
In Deutschland gibt es vier mögliche Schulabschlüsse:
1. Abitur (allgemeine oder fachgebundene Hochschulreife)
2. Fachhochschulreife (allgemeine oder fachgebundene Fachhochschulreife)
3. Mittlerer Schulabschluss (Realschulabschluss und vergleichbare Schulabschlüsse)
4. Erster Schulabschluss und qualifizierender Hauptschulabschluss

(Sortierung nach der Relevanz und Qualität der Abschlüsse)

### Bevölkerung Deutschlands nach höchstem erreichtem Schulabschluss
Im Jahr 2019 verteilte sich die über 15-jährige Bevölkerung der Bundesrepublik Deutschland wie folgt auf die jeweils höchsten erreichten Schulabschlüsse:
| Höchster Schulabschluss                  | Anteil der Bevölkerung (in %) |
| ---------------------------------------- | ----------------------------- |
| Noch in schulischer Ausbildung           | 3,5                           |
| Haupt-(Volks-)schulabschluss             | 28,6                          |
| Abschluss der polytechnischen Oberschule | 6,5                           |
| Realschul- oder gleichwertiger Abschluss | 23,5                          |
| Fachhochschul- oder Hochschulreife       | 23,5                          |
| Ohne Angabe zur Art des Abschlusses      | 0,2                           |
| Ohne allgemeinen Schulabschluss          | 4,0                           |

### Schulabsolventen in Deutschland 2018
Die Tabelle zeigt die Schulabgänge nach Abschluss für 2018 nach dem statistischen Bundesamt. Da nach einer Pause ein weiterer Bildungsabschluss erworben werden kann, kommt es zu Doppelzählungen.
| Schulabschlüsse/Abgänge   | Anteil der gleichaltrigen Bevölkerung (in %) |
| ------------------------- | -------------------------------------------- |
| ohne Abschluss            | 7                                            |
| Hauptschulabschluss       | 23                                           |
| Mittlerer Abschluss       | 51                                           |
| Fachhochschulreife        | 11                                           |
| Allgemeine Hochschulreife | 40                                           |

### Schulabgänger in Deutschland ohne Hauptschulabschluss
Im Abgangsjahr 2010 beendeten 53.100 Schüler ihre Schullaufbahn ohne einen Hauptschulabschluss. Damit gelang es 7 % eines Jahrgangs nicht, einen Hauptschulabschluss zu erwerben. Dabei ist in allen ostdeutschen Bundesländern der Anteil überdurchschnittlich hoch. So verließen in Mecklenburg-Vorpommern 14 % eines Jahrgangs die Schule ohne Hauptschulabschluss, in Sachsen-Anhalt 13 %. Im Jahr 2021 waren es rund 47.500 Schüler, die ohne Abschluss die Schule verlassen haben. Dies entspricht 6 % aller gleichaltrigen Jugendlichen.

## Schulabschlüsse in Österreich
Im österreichischen Bildungssystem gilt als Schulabschluss:
- die Matura (allgemeine Hochschulreife)
- an einer Fachschule einer berufsbildenden höheren Schule ist der Schulabschluss einem Abschluss einer Berufsausbildung (Lehre) eines Lehrlings gleichzusetzen.
- der Pflichtschulabschluss nach dem Besuch einer Hauptschule oder nach der Unterstufe einer allgemeinbildenden höheren Schule sowie einem weiteren Schuljahr an einer anderen Schulform (z. B. Polytechnikum, Höhere Technische Lehranstalt usw.)

## Schulabschlüsse in der Schweiz

### Bevölkerung der Schweiz 2011 nach höchster abgeschlossener Ausbildung
Im Jahr 2011 verteilte sich die Altersgruppe der 25- bis 64-jährigen der Wohnbevölkerung der Schweiz wie folgt auf die jeweils höchsten erreichten Ausbildungsabschlüsse:
| Höchster Schulabschluss              | Männer (in %) | Frauen (in %) |
| ------------------------------------ | ------------- | ------------- |
| Keine nach-obligatorische Ausbildung | 11,5          | 17,5          |
| Sekundarstufe II: Berufsbildung      | 40,8          | 43,6          |
| Sekundarstufe II: Allgemeinbildung   | 6,2           | 10,0          |
| Höhere Berufsbildung                 | 13,9          | 7,3           |
| Hochschule                           | 27,6          | 21,7          |